# Бутбей-Гарбор (переписна місцевість, Мен)
Бутбей-Гарбор (англ. Boothbay Harbor) — переписна місцевість (CDP) в США, в окрузі Лінкольн штату Мен. Населення — 872 особи (2020).

## Географія
Бутбей-Гарбор розташований за координатами 43°51′20″ пн. ш. 69°37′24″ зх. д. / 43.85556° пн. ш. 69.62333° зх. д. (43.855622, -69.623337).  За даними Бюро перепису населення США в 2010 році переписна місцевість мала площу 2,19 км², уся площа — суходіл.

## Демографія
Згідно з переписом 2010 року, у переписній місцевості мешкало 1086 осіб у 547 домогосподарствах у складі 259 родин. Густота населення становила 495 осіб/км².  Було 890 помешкань (406/км²).
Расовий склад населення:
| - 96,5 % — білих - 1,3 % — азіатів - 0,6 % — чорних або афроамериканців - 0,5 % — корінних американців |

До двох чи більше рас належало 1,2 %. Частка іспаномовних становила 0,9 % від усіх жителів.
За віковим діапазоном населення розподілялося таким чином: 13,2 % — особи молодші 18 років, 58,0 % — особи у віці 18—64 років, 28,8 % — особи у віці 65 років та старші. Медіана віку мешканця становила 52,4 року. На 100 осіб жіночої статі у переписній місцевості припадало 81,0 чоловіків;  на 100 жінок у віці від 18 років та старших — 80,0 чоловіків також старших 18 років.
Середній дохід на одне домашнє господарство  становив 51 396 доларів США (медіана — 39 219), а середній дохід на одну сім'ю — 73 318 доларів (медіана — 52 500). Медіана доходів становила 41 042 долари для чоловіків та 33 250 доларів для жінок. За межею бідності перебувало 14,6 % осіб, у тому числі 29,5 % дітей у віці до 18 років та 7,4 % осіб у віці 65 років та старших.
Цивільне працевлаштоване населення становило 430 осіб. Основні галузі зайнятості: освіта, охорона здоров'я та соціальна допомога — 27,7 %, роздрібна торгівля — 19,5 %, мистецтво, розваги та відпочинок — 13,0 %, фінанси, страхування та нерухомість — 9,8 %.